# Leïla Kilani
Leïla Kilani (in arabo ليلى كيلاني‎?; Casablanca, 1970) è una regista marocchina.

## Biografia
Leïla Kilani nasce a Casablanca nel 1970. Dopo aver studiato Economia e Storia a Parigi, si specializza con una tesi di ricerca in Sociologia presso l'Ecole Des Hautes Etudes. Giornalista indipendente dal 1997, nel 1999 si dedica alla realizzazione di documentari ed esordisce successivamente con Zad Moultaka, passages e Tanger, le rêve des brûleurs. Nel 
2009 con Nos lieux interdits vince il premio per il miglior documentario al Festival del cinema africano, d'Asia e America Latina di Milano. Sur la planche è il suo primo lungometraggio di finzione, selezionato alla Quinzaine des Réalisateurs del Festival di Cannes. Il lungometraggio ha vinto nel 2011 il premio come Miglior film, Miglior regia e Miglior interpretazione femminile al Festival di Taormina.

## Filmografia

### Regista
- Sur la planche (2011)
- Nos lieux interdits (2009)
- D'ici et d'ailleurs (2008)
- Tanger, le rêve des brûleurs (2003)
- Zad Moultaka, passages (2002)